# 寿らいむ
寿 らいむ（ことぶき らいむ、3月4日 - ）は日本の漫画家。大阪府出身。女性。

## 作品

### 単行本

#### りぼんマスコットコミックス
集英社のりぼんマスコットコミックスから発行されたもの。
- おとぎアドベンチャー - 1999年1月出版、ISBN 9784088561240
  - 収録作品：おとぎアドベンチャー、花らんまん、ちゆうかなファイヤー、OBAKEバスターマリア、真冬のスペシャリスト
- 紅MIXすぺしゃる - 2000年11月出版、ISBN 9784088562414
  - 収録作品：紅MIXすぺしゃる、お子様ランチ!、スペシャルランチ!、HOT!、COOL!、シャングリラ、ゆーびん屋さんクロニクル

#### まんがタイムコミックス
芳文社のまんがタイムコミックス から発行されたもの。
なお、「王様ゲーム」の連載は2008年3月号で終了しているが続刊の刊行予定はないとのこと。 
- 王様ゲーム 1 - 2005年6月3日出版、ISBN 9784832264014
  - 他収録作品：ふぁんたすてぃっく・わーど

#### 角川コミックス・エース
角川書店の角川コミックス・エースから発行されたもの。なお、このレディアントマイソロジーが自身初のタイアップものである。
- テイルズ オブ ザ ワールド レディアント マイソロジー 1 - 2009年5月22日出版、ISBN 9784047152472
- テイルズ オブ ザ ワールド レディアント マイソロジー 2 - 2010年2月23日出版 ISBN 9784047153943

### その他
- まんが同人誌制作はじめてガイド - ワークスコーポレーション、2006年4月出版、ISBN 9784948759893
  - 表紙、GC講座見開きイラストの3点を執筆。
- 超こち亀 - 集英社、2006年9月出版、ISBN 9784088740966
  - 「1ページトリビュート漫画」として『王様ゲーム』の作品を寄せている。